# Fase anal
La Fase anal o Fase anal-sádica designa un concepto elaborado por Sigmund Freud como parte de su teoría del desarrollo psicosexual. «Según Freud, es la segunda fase de la evolución libidinal, que puede situarse aproximadamente entre 2 y 4 años; se caracteriza por una organización de la libido bajo la primacía de la zona erógena anal; la relación de objeto está impregnada de significaciones ligadas a la función de defecación (expulsión-retención) y al valor simbólico de las heces. En ella se ve afirmarse el sadomasoquismo en relación con el desarrollo del dominio muscular».
La fase anal en psicología es un término utilizado por Sigmund Freud para describir el desarrollo infantil durante el segundo y tercer año de vida, en donde el niño siente placer, y el conflicto se centra en el área anal. Esta etapa es ejemplificada en el placer del niño de controlar sus intestinos. 
Cuando la habilidad de controlar el esfínter anal madura (2-3 años de edad), la atención del niño pasa de la zona oral a la anal. Esta es la segunda pulsión mencionada por Freud como parte del desarrollo psicosexual del niño. Según la teoría de Freud, la incapacidad de resolver los conflictos que se presentan durante esta etapa pueden causar una fijación retentiva anal o expulsiva anal.
El concepto de fijación ocurre cuando hay un exceso de gratificación en esta etapa, lo que desarrolla una personalidad en extremo desorganizada, o por el contrario, cuando la gratificación no ocurre, dando origen a un individuo sumamente organizado.